# Friedelsches Gesetz
Das friedelsche Gesetz geht auf Georges Friedel zurück und wird in der Kristallographie bei der Kristallstrukturanalyse mit Hilfe von Röntgenstrahlung angewendet.
Es besagt, dass das Beugungsbild eines Kristalls immer zentrosymmetrisch ist, unabhängig davon, ob der Kristall selbst ein Symmetriezentrum besitzt. Oder genauer: Die Intensitäten der Reflexe hkl und hkl sind gleich, auch wenn der Kristall nicht zentrosymmetrisch ist:
{\displaystyle I_{hkl}=I_{{\bar {h}}{\bar {k}}{\bar {l}}}}
Diese beiden Reflexe stammen von den beiden Seiten derselben Netzebenenschar (hkl) und werden auch als Friedel-Paare bezeichnet.

## Herleitung
Die Intensität Ihkl eines Braggreflexes eines Kristalls (beschrieben durch die Laue-Indizes hkl) ergibt sich als Betragsquadrat des Strukturfaktors Fhkl:
{\displaystyle I_{hkl}=F_{hkl}\cdot F_{hkl}^{*}=|F_{hkl}|^{2},}
wobei * konjugiert komplex bedeutet.
Für den Strukturfaktor Fhkl gilt:
{\displaystyle F_{hkl}=\sum _{n}f_{n}e^{2\pi i(hx_{n}+ky_{n}+lz_{n})}},
wobei die Summe sich über alle n Atome mit dem Atomformfaktoren fn der Basis eines Kristalls erstreckt, die an den Stellen xn, yn, zn liegen.
Für den dazu zentrosymmetrisch liegenden Reflex (hkl) gilt entsprechend:
{\displaystyle F_{{\bar {h}}{\bar {k}}{\bar {l}}}=\sum _{n}f_{n}e^{2\pi i(-hx_{n}-ky_{n}-lz_{n})}=^{(1)}\left(\sum _{n}f_{n}e^{2\pi i(hx_{n}+ky_{n}+lz_{n})}\right)^{*}=F_{hkl}^{*}.}
Damit gilt auch:
{\displaystyle F_{{\bar {h}}{\bar {k}}{\bar {l}}}^{*}=F_{hkl}.}
Daraus folgt für die Intensitäten:
{\displaystyle \Rightarrow I_{hkl}=F_{hkl}\cdot F_{hkl}^{*}=F_{{\bar {h}}{\bar {k}}{\bar {l}}}^{*}\cdot F_{{\bar {h}}{\bar {k}}{\bar {l}}}=I_{{\bar {h}}{\bar {k}}{\bar {l}}}}
Umformung (1) gilt nur, wenn alle fn reelle Größen sind, was in der Regel erfüllt ist.

### Anmerkung
Das friedelsche Gesetz ist eine konkrete Anwendung einer Eigenschaft der Fouriertransformationen reeller Funktionen f(x):
Für die Fouriertransformation
{\displaystyle F(k)=\int _{-\infty }^{+\infty }f(x)e^{ik\cdot x}dx}
der reellen Funktion f(x) gilt:
{\displaystyle F(k)=F^{*}(-k)\,}.

## Folgen
Aufgrund des friedelschen Gesetzes kann man mit Röntgenbeugung eine Punktgruppe, die kein Symmetriezentrum hat, von derselben Punktgruppe mit einem zusätzlichen Symmetriezentrum nicht unterscheiden. Daher lassen sich nicht alle 32 Punktgruppen kristallographisch bestimmen, sondern nur die 11 Lauegruppen.

## Abweichungen
Grundlage des friedelschen Gesetzes ist, dass die Atomformfaktoren reelle Größen sind (vgl. oben Anmerkung).
Für Wellenlängen in der Nähe der Absorptionskante eines Atoms bekommt der Atomformfaktor aber einen deutlichen imaginären Anteil. Daher gilt die Beziehung {\displaystyle F_{hkl}=F_{{\bar {h}}{\bar {k}}{\bar {l}}}^{*}} nicht mehr. Das friedelsche Gesetz ist dann nur noch erfüllt, wenn die Punktgruppe ein Symmetriezentrum besitzt.
Die Differenz {\displaystyle F_{hkl}^{2}-F_{{\bar {h}}{\bar {k}}{\bar {l}}}^{2}} heißt Bijvoet-Differenz. Durch ihre Auswertung kann man das Phasenproblem lösen.